# Guàrdia Urbana
La Guàrdia Urbana (en français : Garde urbaine) est la police municipale de la ville de Barcelone. L’effectif est de 3 000 agents. La Guardia Urbana dépend de la mairie de Barcelone.

## Histoire
Originellement fondée en 1843 sous le nom de guàrdia municipal, elle prend son nom actuel en 1907.